# Vojvodinovo
Vojvodinovo (bulgariska: Войводиново) är ett distrikt i Bulgarien.   Det ligger i kommunen obsjtina Maritsa och regionen Plovdiv, i den centrala delen av landet, 130 km öster om huvudstaden Sofia.
Trakten runt Vojvodinovo består till största delen av jordbruksmark. Runt Vojvodinovo är det ganska tätbefolkat, med 185 invånare per kvadratkilometer.